# Citores del Páramo
Citores del Páramo es una localidad situada en la provincia de Burgos, comunidad autónoma de Castilla y León (España), comarca de Odra-Pisuerga, ayuntamiento de Sasamón.

## Geografía
Situado 7 km al este por la carretera provincial BU-V-6402 que comunica de la capital del municipio, Sasamón, con la N-120. Localidad situada junto a la A-231 pero sin acceso directo. Bañada por el arroyo de La Vega que en la localidad vecina de Cañizar vierte sus aguas al río Hormazuela.
Discurre por su término la calzada romana de Burdeos a Astorga, Via Aquitania, que se dirigía a Sasamón procedente de Tardajos.
En su término se encuentra la Granja de Valdequieca.
Entidad Local Menor cuyo alcalde pedáneo es David López Hurtado.

### Comunicaciones
Hasta Burgos, se puede llegar en tren desde la estación de tren de Burgos, en autobús o coche. Desde la estación de autobuses de Burgos, salen autobuses diarios hacia Citores del Páramo. En Citores, los autobuses se cogen en el cruce con la N-120.
Autobuses ===
- Línea Burgos - Melgar de Fernamental: parada en Citores del Páramo. Empresa: Autobuses Guerrero: 
  - Salidas desde Burgos: diario: 13:15 y 19:00; sábados: 13:15; domingos: 19:30
  - Salidas desde Citores del Páramo: lunes a viernes 9:55; lunes a sábado: 16:10; domingos: 18:25

## Historia
La primera referencia documental de la existencia del actual Citores del Páramo figura en documento número 172 del Cartulario de San Millán de la Cogolla de fecha 1062. Se encuentran otras citas de su existencia en la obra Anales para la Historia de Castilla de P. Serrano, aunque no lo localiza sobre el terreno. Asimismo, el libro Becerro de Castilla hace referencia a la behetría de Citores del Páramo, junto a los derechos del rey y del señor. El diccionario de Madoz en 1874 hace una descripción del terreno, población, comunicación, geografía y presupuesto municipal. (datos recogidos de la obra Citores del Páramo, historia y tradición, Año 1954.)

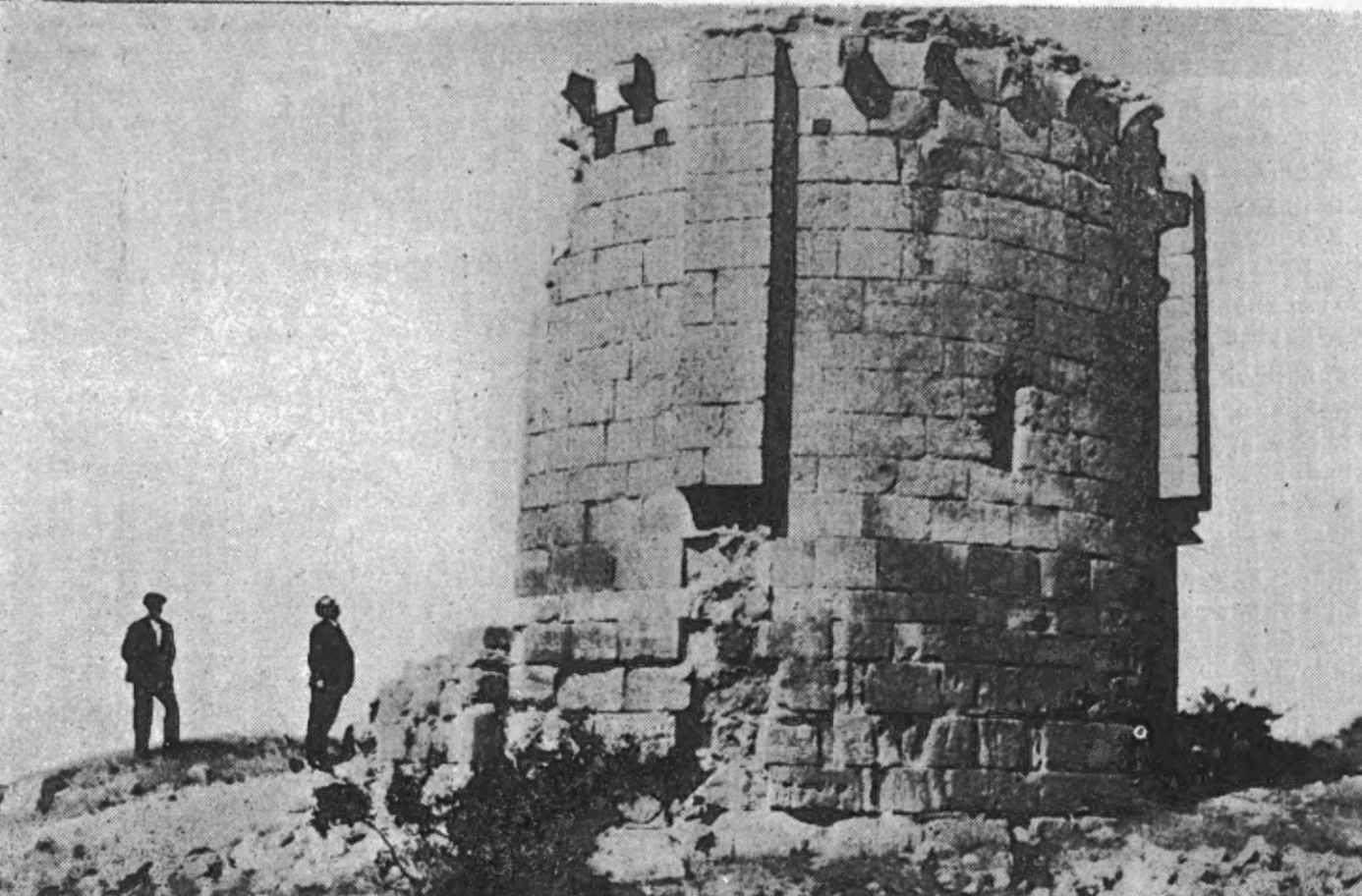
Fotografía de 1954 con los restos del ábside de la iglesia románica de San Martín

Según el P. Serrano en su obra Anales para la Historia de Castilla, Citores fue construido con los materiales de otro pueblo desaparecido que se llamaba San Martín. Este dice que debió ser el San Martín de Ábalos que Sancho II de Castilla donó a 1068 a la sede de Oca para su restauración.
La antigua iglesia del pueblo de San Martín fue conservada como ermita. Siglos después únicamente se conservaba su ábside románico, que posteriormente fue demolido para construir la valla perimetral de la iglesia y del cementerio.

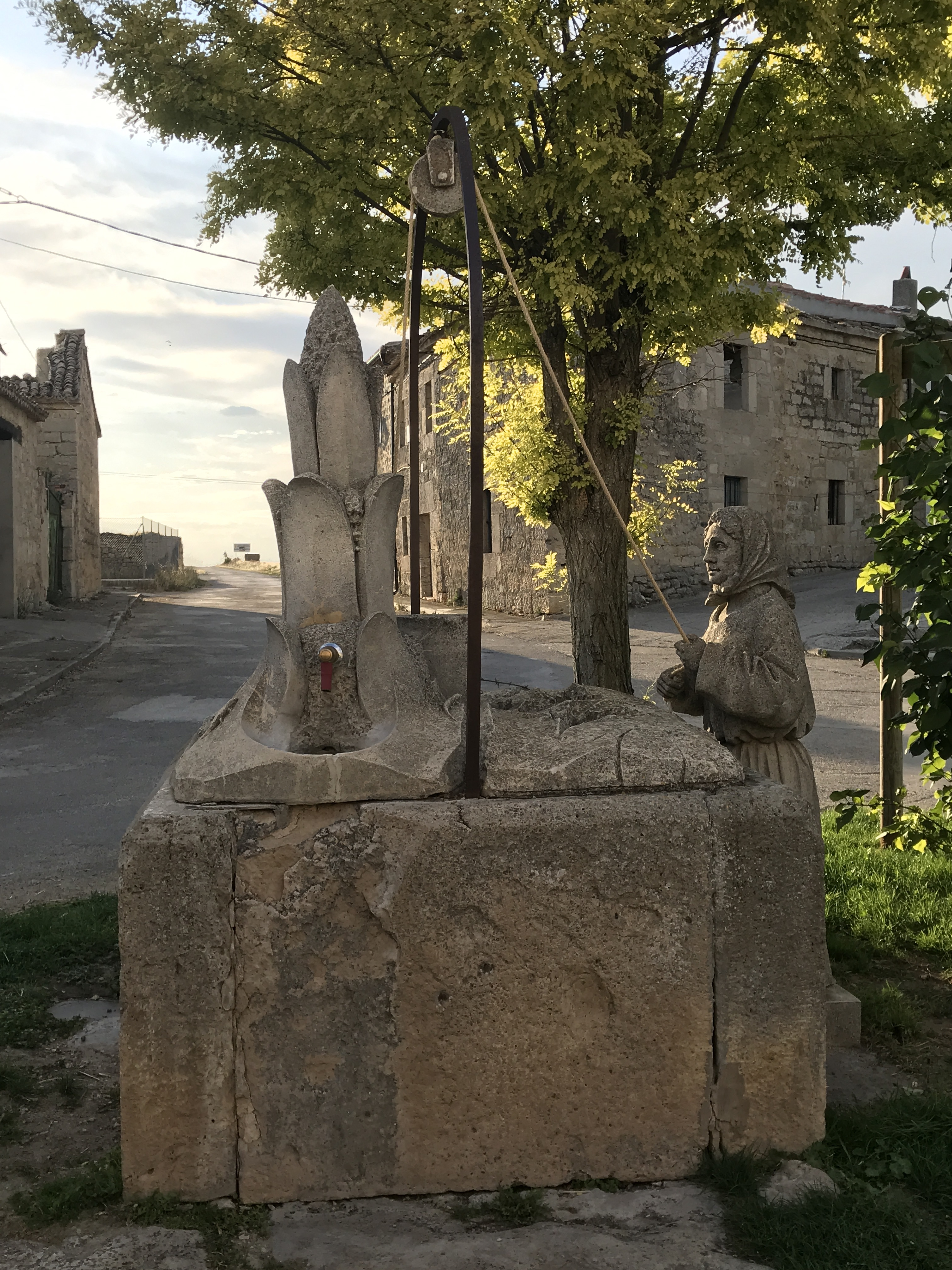
Estatua de la Aguadora, realizada por Carlos Salazar Gutiérrez, Salaguti

En las cercanías de Citores, existía otro pueblo en torno a la iglesia de Santa María Magdalena. Actualmente una cruz recuerda el lugar de este asentamiento en el camino que discurre entre Citores y Cañizar de Argaño. 
El pozo del pueblo, realizado en 1831 por los vecinos del pueblo, está rematado ahora por una estatua del artista Salaguti, dedicada a las mujeres que sacaban el agua.
Citores del Páramo formaba parte, en su categoría de pueblos solos, del Partido de Castrojeriz, uno de los catorce que formaban la Intendencia de Burgos, durante el periodo comprendido entre 1785 y 1833, en el Censo de Floridablanca de 1787, jurisdicción de realengo, con alcalde pedáneo.
Antiguo municipio de Castilla la Vieja en el partido de Castrojeriz código INE-09106. 
En el censo de la matrícula catastral contaba con 27 hogares y 103 vecinos.
Entre el censo de 1981 y el anterior, este municipio desaparece porque se integra en el municipio 09363 Sasamón, contaba entonces con 29 hogares y 161 habitantes.

## Demografía
| Gráfica de evolución demográfica de Citores del Páramo entre 1842 y 1970 |
| |
| Población de derecho según los censos de población del INE. Población de hecho según los censos de población del INE.Entre el censo de 1981 y el anterior, este municipio desaparece porque se integra en el municipio Sasamón. |

## Monumentos y lugares de interés

### Iglesia de San Millán
Iglesia de San Millán de la Cogolla, en el arciprestazgo de Amaya.
La construcción de la iglesia data del siglo XVI. El pórtico de acceso fue construido en 1801, por el maestro Sinforiano Hernández.
La nave central tiene 25 metros, el crucero 15 metros y l altura de la nave por la puerta de acceso es de 7,80 m. La torre tiene 22 metros de altura.

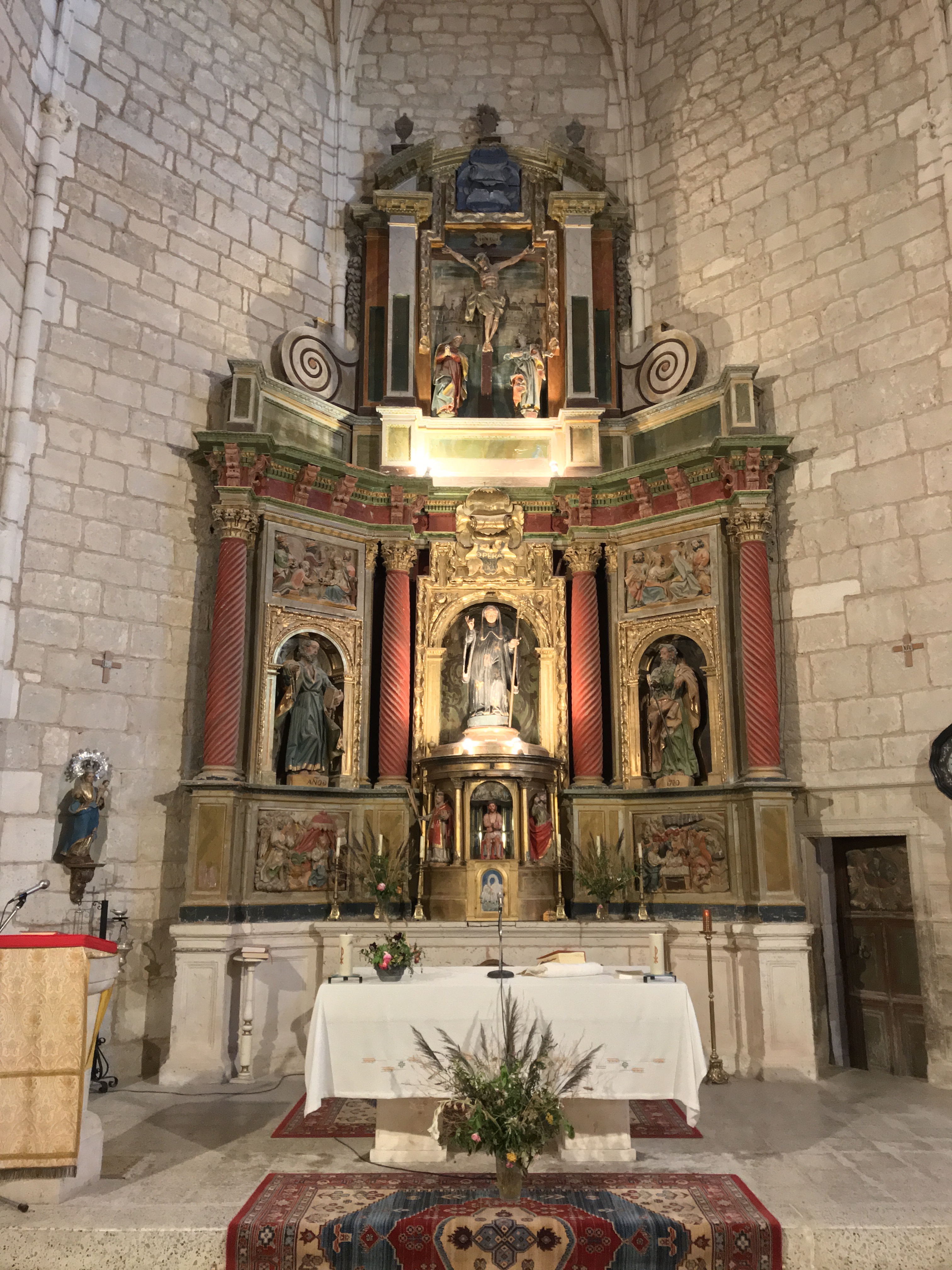
Altar mayor
En el altar mayor que cubre toda la pared central se encuentra: arriba, la imagen de Jesucristo, al pie de la cruz la Virgen María y San Juan Evangelista; en medio del altar se encuentra la imagen de San Millán, Abad, patrón del pueblo. La talla de la escultura viste hábito benedictino con báculo abacial.
A los lados está las imágenes de San Pedro y San Pablo.
En el retablo se encuentran cuatro bajo relieves que representan, de izquierda a derecha, la visitación de Nuestra Señora a Santa Isabel; la Anunciación, el Nacimiento de Jesucristo con la adoración de los pastores y la Adoración de los Reyes.
Según cuentan las crónicas y escritos de la época, el 9 de junio de 1813 los franceses saquearon el pueblo de Citores del Páramo e hicieron pedazos los sagrarios del altar mayor y los dos altares laterales, además de llevarse diversos objetos de la iglesia.
Por este motivo el sagrario del altar mayor es posterior, y a los lados del trono para la exposición, en donde se encuentra un Ecce Homo, se encuentran las imágenes de San Esteban Protomártir y Santo Tomás.
Altar del Rosario
En la nave izquierda de la iglesia se encuentra el altar de Nuestra Señora del Rosario, anterior al año 1750. En el lugar principal se encuentra Nuestra Señora del Rosario. A su lado se encuentra una imagen de San Roque.
Altar de las Ánimas
En la nave izquierda de la iglesia se encuentra el altar de las ánimas. En él se puede admirar un cuadro que representa al sacerdote ofreciendo el santo sacrificio de la Misa en sufragio de las ánimas.
En la iglesia también se encuentran dos imágenes de los Sagrados Corazones de Jesús y María donados por 1922 por Lucas Santamaría y Basilia Gutiérrez que salen en procesión el día 24 de junio.

Iglesia de San Millán
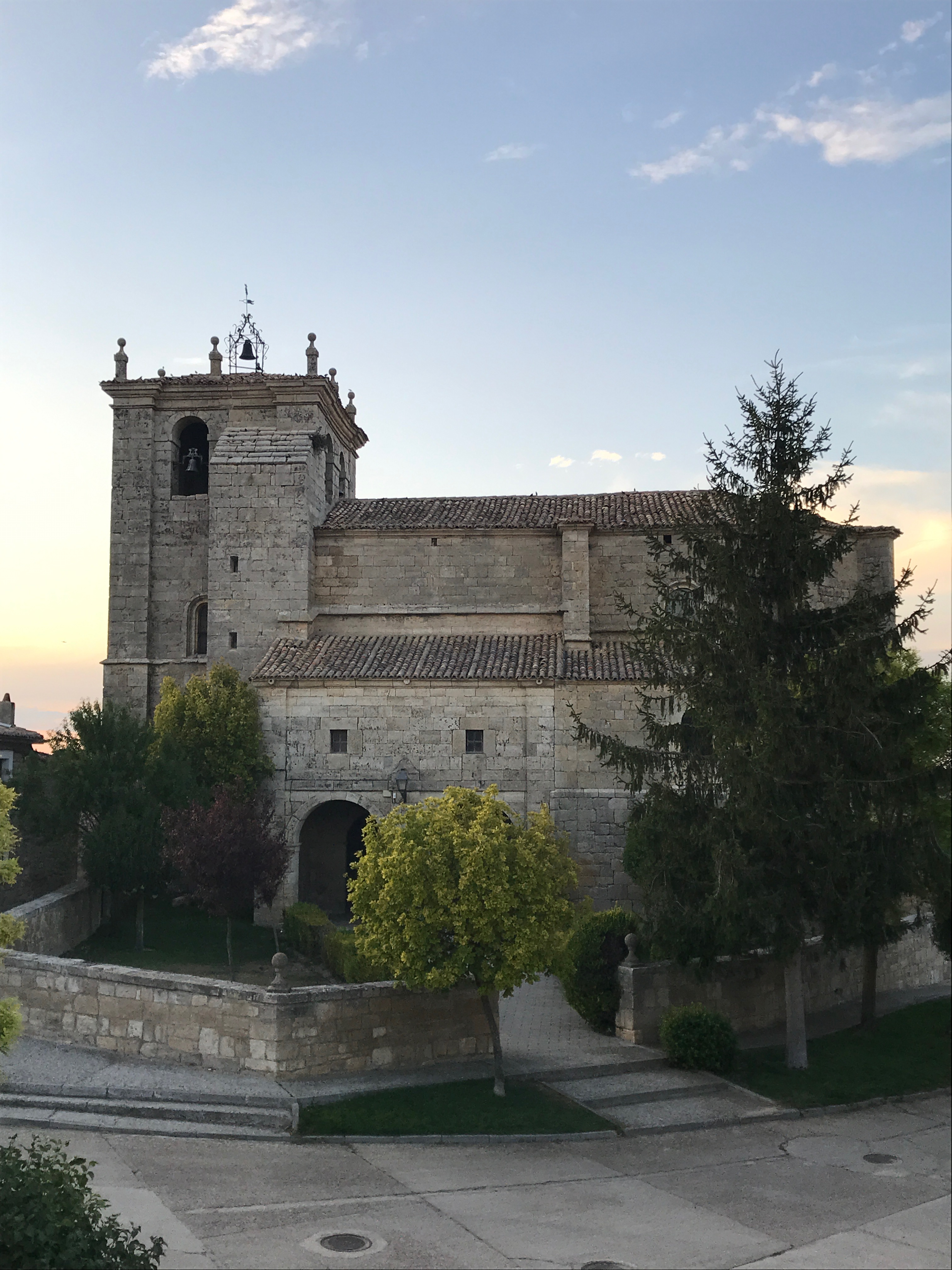
Iglesia de San Millán
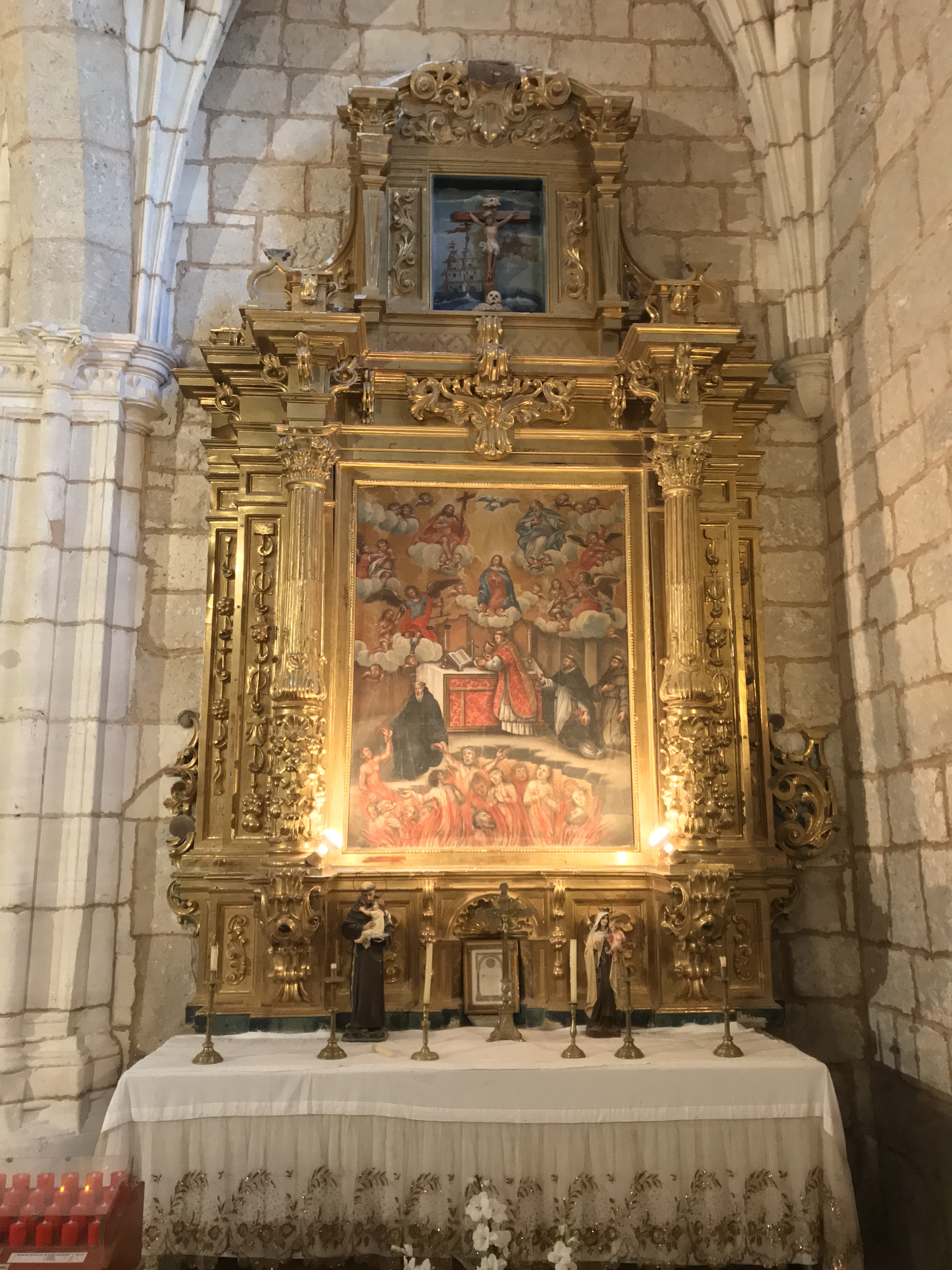
Altar de las Ánimas. Nave derecha
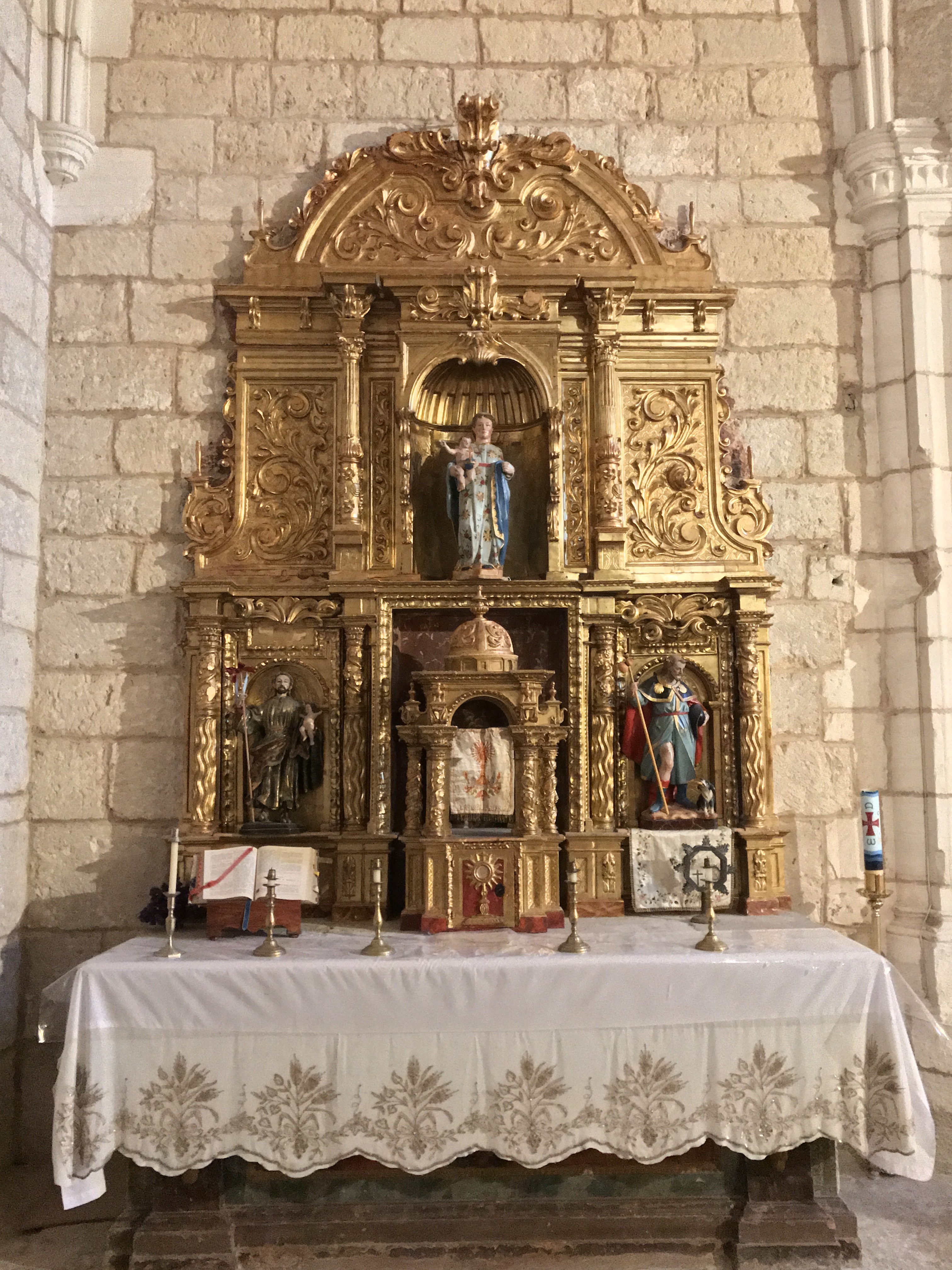
Altar del Rosario. Nave izquierda
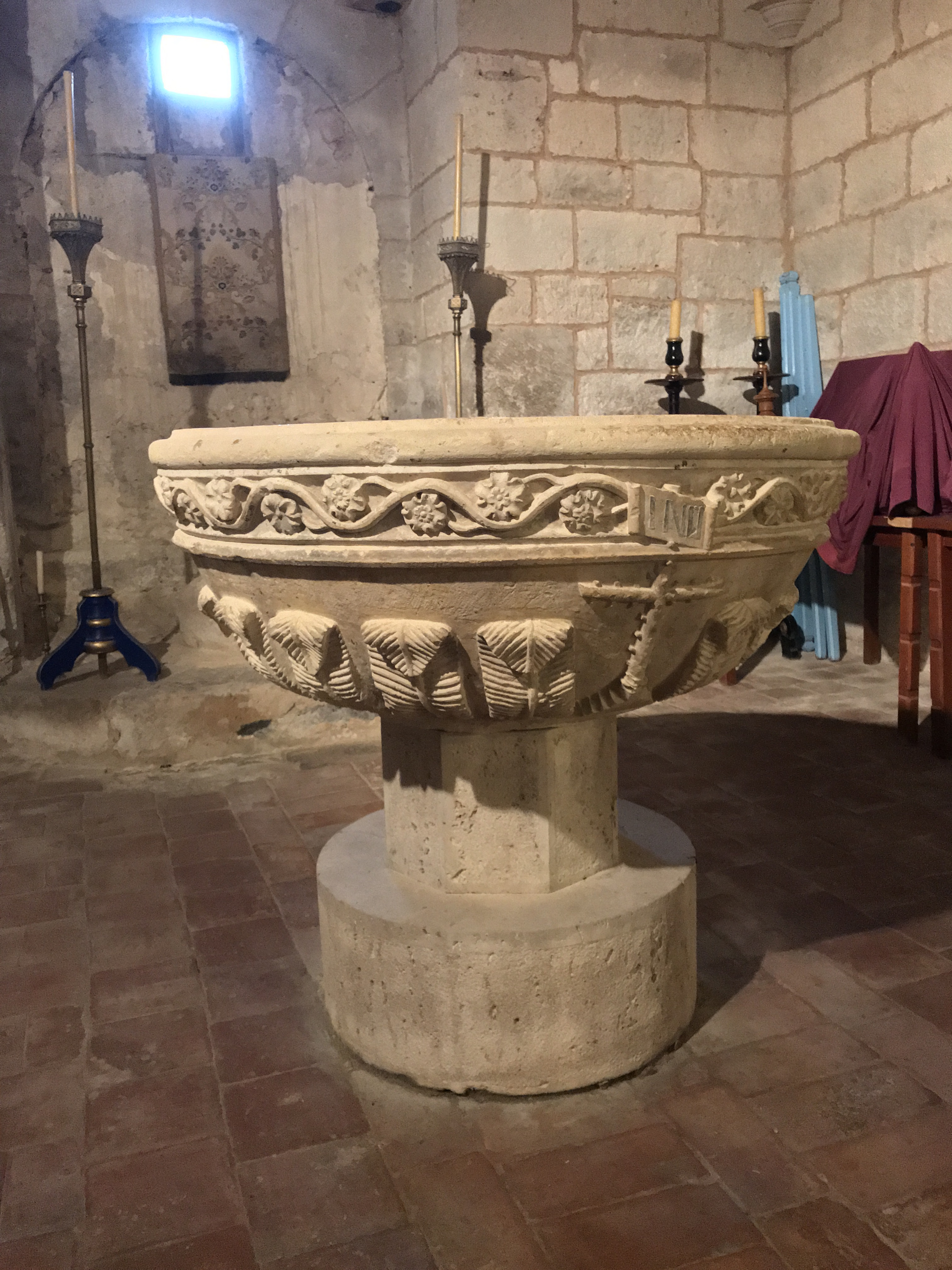
Pila Bautismal

### Ermita de Nuestra Señora de los Dolores

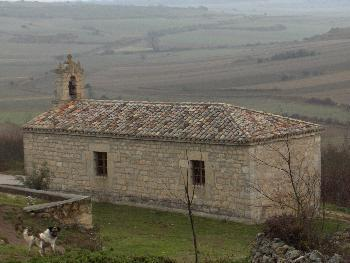
Ermita de Nuestra Señora de los Dolores

Los datos escritos de la fecha de construcción de la ermita no alcanzan más que al siglo XVII en el que consta una ermita dedicada a los Dolores. Consta la presencia de un ermitaño en el siglo XVIII.

## Vecinos ilustres
- Beato Antonio Delgado González, nacido el 28 de enero de 1915, fue seminarista en Burgos y después ingresó en el monasterio de Viaceli, en Cóbreces (Cantabria). Fue tirado al mar Cantábrico, cerca de Santander, con sus hermanos de comunidad entre los días 2 y 3 de diciembre de 1936, a la edad de 21 años, siendo oblato, sin siquiera haber comenzado el noviciado.[6]
- Lorenzo Maté Sadornil, actual abad del Monasterio de Santo Domingo de Silos (Burgos). Fue elegido Abad del ilustre monasterio el viernes 2 de marzo de 2012, en sustitución de dom Clemente Serna González, que había renunciado tras 24 años al cargo. Lorenzo nació en Cítores en 1955, e ingresó en la abadía a los 11 años.[7]

## Cultura

### Fiestas mayores
San Millán de la Cogolla que es el 12 de noviembre, se celebra una misa y fiestas a lo largo del fin de semana más próximo a dicho día. Asimismo también se celebra el día de San Martín (11 de noviembre).

### Otras fiestas
- Viernes de Dolores, viernes anterior al Domingo de Ramos. Fiesta muy arraigada en la población local. Se celebra con dos una procesión y una misa al mediodía y el rosario y una procesión por la tarde.
- Procesión de los corazones, en junio, con imágenes del Sagrado Corazón de Jesús e Inmaculado Corazón de María.

## Símbolos

### Escudo
Partido. Primero, de gules, báculo de oro puesto en palo, con dos espigas de lo mismo cruzadas en aspa y sujetas al asta. Segundo, de azur, pozo de plata adiestrado de figura de mujer de lo mismo, todo sobre ondas de plata y azur. Jefe de sinople, con anagrama mariano de plata acostado de sendos soles de oro. Al timbre, corona real cerrada.
Este diseño se justifica por los siguientes motivos:
El primer cuartel representa el báculo de San Millán, patrón del pueblo, con unas espigas que simbolizan el cultivo más extendido, todo ello sobre campo de gules, color de Castilla.
El segundo cuartel reproduce el pozo realizado en 1831 por los vecinos del pueblo, rematado ahora por una estatua del artista Salaguti, dedicada a las mujeres que sacaban el agua, estando esta última simbolizada por las ondas.
En el jefe, los dos soles representan el gran número de horas de luz natural de que disfruta la localidad, al estar situada en un páramo y no tener montañas cerca, mientras que el monograma mariano es en honor a la Virgen de los Dolores, de gran devoción en el pueblo.

### Bandera
Paño rectangular cuya longitud es una vez y media su altura. De color blanco, con un aspa o cruz de San Andrés de color rojo, cuyos brazos se extienden hasta las esquinas del paño y tienen una anchura equivalente a 1/5 de la altura del paño. En el centro geométrico del paño, el escudo anteriormente descrito, con una altura equivalente a la mitad de la altura del paño.
Simbolismo: El blanco del paño alude al color más frecuente en la piedra del páramo, mientras que el aspa roja es un símbolo histórico español, además de ser el rojo el color de Castilla.